# خوزه مارتینز (بازیکن فوتبال، زاده ۱۹۸۳)
خوزه مارتینز (انگلیسی: José Martínez؛ زادهٔ ۱۰ ژوئن ۱۹۸۳) بازیکن فوتبال اهل اسپانیا است.
از باشگاه‌هایی که در آن بازی کرده‌است می‌توان به باشگاه فوتبال اومانیا، باشگاه فوتبال ژیرونا، و باشگاه فوتبال رئال مورسیا اشاره کرد.